# زمین‌لرزه ۱۹۸۳ کپاونیک
زمین‌لرزه کپاونیک  در تاریخ ۱۰ سپتامبر ۱۹۸۳ میلادی، برابر با ‎۱۹ شهریور ۱۳۶۲، ساعت ۰۶:۱۴:۲۲٫۴۶ به زمان یوتی‌سی در صربستان ، منطقه کپاونیک رخ داد.ژرفای این زلزله ۱۰ کیلومتر بود. بزرگی آن ۵٫۱ در مقیاس mb بدست آمده‌است.